# Pascal De Smul
Pascal De Smul (Waregem, 29 april 1970 - Beernem, 12 oktober 1998) was een Belgisch professioneel wielrenner. Hij werd in 1987 tweede op het Belgische kampioenschap tijdrijden bij de junioren en een jaar later kampioen van West-Vlaanderen bij de amateurs. Nadat hij in 1991 de Vlaamse Pijl had gewonnen mocht hij in 1992 een halfjaar stage lopen bij Team Telekom. Hij werd geen contract aangeboden en koerste nog drie seizoenen voor kleinere Belgische ploegen.
De Smul overleed in 1998, op 28-jarige leeftijd.

## Belangrijkste overwinningen
1989
- West-Vlaanders kampioen op de weg, Amateurs

1991
- Vlaamse Pijl

## Grote rondes
Geen